# Szendrey Ilona
Szendrey Ilona (Budapest, 1918. május 10. – 1989.) magyar színésznő, Kende Sándor író felesége.

## Élete
Négyéves kora óta szerepelt a színpadon. Először Molnár Ferenc Üvegcipő című darabjában játszott. 1936-ban végzett a Színművészeti Akadémián, majd még ugyanebben az évben Somogyi Gyula a Bethlen-téri Színházhoz szerződtette. 1938-tól a Royal Színházban, majd különböző vidéki társulatokban játszott. 1949-től a Pécsi Nemzeti Színházban, 1954-től Debrecenben, 1960-ban Békéscsabán szerepelt. 1971 és 1973 között a Szegedi Nemzeti Színház, 1977-től a szolnoki Szigligeti Színház tagja volt. 1980-ban ment nyugdíjba, de még utána is fellépett. 1988-ban aranydiplomát kapott. Operettek főszerepeit, majd drámai és zenés darabok jellemszerepeit alakította.

## Szerepei

### Főbb színházi szerepei
- Locher: Szülők lázadása – Gerda
- Lehár Ferenc: A mosoly országa – Liza
- Gounod: Faust – Margit
- Afinogenov: Kisunokám – Nyina Alexandrovna
- Molière: A fösvény – Fruzsina
- Brecht–Weill: Koldusopera – Peacockné
- Miller: Édes fiaim – Kate Keller

### Filmszerepei
- Tokaji aszú (1940) – énekesnő
- A gyilkos a házban van (1970) – Halászné

## Díjai, elismerései
- Szocialista kultúráért (1981)